# Lista de governadores romanos da Mésia
Esta é uma lista de governadores romanos da Mésia. A região da Mésia foi organizada como a província romana da Mésia nos anos finais do reinado de Augusto. O primeiro governador conhecido foi Aulo Cecina Severo, mencionado por Dião Cássio (História Romana LV.29). Neste período, esta província imperial era governado por um legado imperial de status consular que provavelmente também controlava a Acaia e a Macedônia. Em 86, depois da guerra dácia, o imperador Domiciano dividiu a província em duas, a Mésia Superior, correspondente ao território da moderna Sérvia, e a Mésia Inferior, equivalente ao território da Bulgária e da região romena de Dobruja.

## Governadores da Mésia unificada (6-86)
| Ano       | Nome                                    |
| --------- | --------------------------------------- |
| 6 - ?     | Aulo Cecina Severo                      |
| 18? - ?   | Lúcio Pompônio Flaco                    |
| 15-35     | Caio Popeu Sabino                       |
| 47-54 (?) | Tito Flávio Sabino (cônsul em 47)       |
| 57-61?    | Caio Terêncio Túlio Gêmino              |
| 61-66     | Tibério Pláucio Silvano Eliano          |
| 69        | Marco Apônio Saturnino                  |
| 69        | Caio Fonteio Agripa                     |
| 74 - 78?  | Sexto Vetuleno Cerial                   |
| 81-84     | Caio Vetuleno Cívica Cerial             |
| 84-85     | Caio Ópio Sabino                        |
| 85-86     | Marco Cornélio Nigrino Curiácio Materno |

## Mésia Superior
| Ano                                 | Nome                                           |
| ----------------------------------- | ---------------------------------------------- |
| 86/87-87/88                         | Lúcio Funisulano Vetoniano                     |
| 88/89-89/90                         | Lúcio Técio Juliano                            |
| 93/94-96/97                         | Cneu Pinário Emílio Cicatricula Pompeu Longino |
| 100-c. 101/102                      | Caio Cílnio Próculo                            |
| 101?/102–103/106                    | Lúcio Herênio Saturnino                        |
| 112-                                | Tito Priférnio Peto                            |
| 115-                                | Lúcio Tutílio Luperco                          |
| 120-                                | Lúcio Célio Rufo                               |
| 126-                                | Caio Júlio Galo                                |
| c. 130-132                          | Lúcio Vitrásio Flaminino                       |
| Depois de 132                       | Públio Túlio Varrão                            |
| Entre 143 e c. 149                  | Públio Clúvio Máximo Paulino                   |
| c. 149-c. 152                       | Públio Múmio Sisena Rutiliano                  |
| c. 155-c. 157                       | Marco Valério Etrusco                          |
| c. 157-c. 159                       | Caio Cúrcio Justo                              |
| c. 159-começo de 161                | Marco Pôncio Sabrino                           |
| Começo de 161 - verão/outono de 161 | Marco Estácio Prisco Licínio Itálico           |
| 161-162                             | Marco Sérvio Fabiano Máximo                    |
| 168-169                             | Marco Cláudio Frontão                          |
| c. 177-c. 179                       | Públio Hélvio Pertinax                         |
| c. 202-205                          | Quinto Anício Fausto                           |
| Entre 211 e 214                     | Lúcio Mário Perpétuo                           |
| Entre 230 e 242                     | Egnácio Vítor Mariniano                        |
| c. 242                              | Lúcio Cácio Céler                              |

## Mésia Inferior
| Ano                          | Nome                                       |
| ---------------------------- | ------------------------------------------ |
| c. 86-89                     | Marco Cornélio Nigrino Curiácio Materno    |
| c. 89-93                     | Sexto Otaviano Frontão                     |
| c. 95-98                     | Júlio Marino                               |
| c. 98-100                    | Quinto Pompônio Rufo                       |
| c. 100-102                   | Mânio Labério Máximo                       |
| c. 102-103                   | Quinto Fábio Postúmino                     |
| c. 103-105                   | Aulo Cecílio Faustino                      |
| c. 105-108                   | Lúcio Fábio Justo                          |
| c. 110-113                   | Públio Calpúrnio Mácer                     |
| c. 115-118                   | Quinto Pompeu Falcão                       |
| c. 118-122                   | Caio Umídio Quadrado Sertório Severo       |
| c. 124-128                   | Caio Brútio Presente                       |
| c. 128-131                   | Sexto Júlio Severo                         |
| c. 131-135                   | Sexto Júlio Maior                          |
| c. 136-c.139                 | Marco Antônio Hibero                       |
| c. 139-c. 142                | Júlio Crasso                               |
| c. 142-c. 145                | Lúcio Minício Natal Quadrônio Vero         |
| c. 145-c. 148                | Tibério Cláudio Saturnino                  |
| c. 148-c. 151                | Caio Úlpio Pacato Prastina Messalino       |
| c. 151-c. 153/154            | Quinto Fufício Cornuto                     |
| c. 153/154-c. 156            | Tito Flávio Longino Quinto Márcio Turbão   |
| c. 156-c. 159                | Tito Pompônio Próculo Vitrásio Polião      |
| c. 159-160                   | Lúcio Júlio Estacílio Severo               |
| c. 162                       | Marco Jálio Basso Fábio Valeriano          |
| 162-c. 166                   | Marco Servílio Fabiano Máximo              |
| c. 166-c. 169                | Marco Pôncio Leliano                       |
| c. 172                       | Marco Valério Brádua                       |
| c. 175-c. 176                | Marco Macrino Ávito Catônio Víndice        |
| c. 176-c. 177                | Públio Hélvio Pertinax                     |
| c. 176-178                   | Caio Júnio Faustino Plácido Postumiano     |
| 193-194 (?)                  | Públio Sétimo Geta                         |
| 193/194-195                  | Polênio Áuspex                             |
| 195-198                      | Coscônio Genciano Ge[---]                  |
| 198-201                      | Caio Ovínio Tértulo                        |
| 201-204?                     | Lúcio Aurélio Galo                         |
| 204-207 (?)                  | c. Júnio Faustino [?Pl]á[ci]do Postumiano? |
| 207-210 (?)                  | Lúcio Júlio Faustiniano                    |
| 210-213?                     | Flávio Ulpiano                             |
| 213-216 (?)                  | Quintiliano                                |
| 216?-jun./ago. 217           | Marco Estácio Longino                      |
| jun./ago.217 - nov./dec. 217 | Pôncio Fúrio Ponciano                      |
| nov./dec. 217 - 218?         | Márcio Cláudio Agripa                      |
| c. 218-219/220               | Tito Flávio Nóvio Rufo                     |
| c. 220-221                   | Júlio Antônio Selêuco                      |
| c. 221-222                   | Sérgio Ticiano                             |
| c. 222-224                   | Júlio Getúlico                             |
| c. ?                         | Lúcio Ânio Itálico Honorato                |
| c. 225-226                   | Fir[...] Filopapo                          |
| c. 226-227                   | Um[...] Tereventino                        |
| c. 227-228/229               | Tiberius Julius Festus                     |
| c. 228-229/230               | Lúcio Mantênio Sabino                      |
| 229-230 or c. 230-232        | Quinto (Sexto?) Anício Fausto Paulino      |
| c. 232-235                   | Caio Méssio Quinto Décio                   |
| c. 235-236                   | Domício Antígono                           |
| c. 236-238                   | Lúcio Flávio Honorato Luciliano            |
| c. 238-241                   | Tulo Menófilo                              |
| c. 241-242/243               | Sabínio Modesto                            |
| c. 242/243-244               | Prósio Tertuliano                          |
| c. 246-247                   | Severiano                                  |
| c. 247-248                   | Tibério Cláudio Marino Pacaciano           |
| c. 248                       | Caio Méssio Quinto Décio                   |
| c. ?                         | Caio Pe[...]                               |
| c. 249-250                   | Públio Post[...]                           |
| c. 250-251                   | Caio Víbio Treboniano Galo                 |
| c. 253                       | Marco Emílio Emiliano                      |
| c. 256-257                   | Vitênio Juvenis                            |
| c. 257-258                   | Ingênuo                                    |
| c. 258-259                   | Públio Caio Regaliano                      |
| c. 272-275                   | Marco Aurélio Sebastiano                   |
| c. ?                         | Cláudio Nataliano                          |

### Mésia Superior
- Legados de 86 até 97 foram baseados em Werner Eck, "Jahres- und Provinzialfasten der senatorischen Statthalter von 69/70 bis 138/139", Chiron, 12 (1982), pp. 281-362; 13 (1983), pp. 147-237.
- Legados de 100 até 138 foram baseados em Werner Eck and Andrea Pangerl, "Moesia und seine Truppen. Neue Diplome für Moesia und Moesia superior", Chiron, 8 (2008), p. 377
- Legados de 143 até 177 foram baseados em Géza Alföldy, Konsulat und Senatorenstand unter der Antoninen (Bonn: Rudolf Habelt Verlag, 1977), pp. 230-233.

### Mésia Inferior
- Dicţionar de istorie veche a României ("Dictionary of ancient Romanian history") (1976) Editura Ştiinţifică şi Enciclopedică, pp. 399-401
- Legados de 86 até 138 foram baseados em Werner Eck, "Jahres- und Provinzialfasten der senatorischen Statthalter von 69/70 bis 138/139", Chiron, 12 (1982), pp. 281-362; 13 (1983), pp. 147-237.
- Legados de 138 até 177 foram baseados em Géza Alföldy, Konsulat und Senatorenstand unter der Antoninen (Bonn: Rudolf Habelt Verlag, 1977), pp. 230-233.
- Legados de 193 até 217/218 foram baseados em D. Boteva, "Legati Augusti Pro Praetore Moesiaie Inferioris A.D. 193-217/218", Zeitschrift für Papyrologie und Epigraphik, 110 (1996), pp. 239-247.